# 秋季

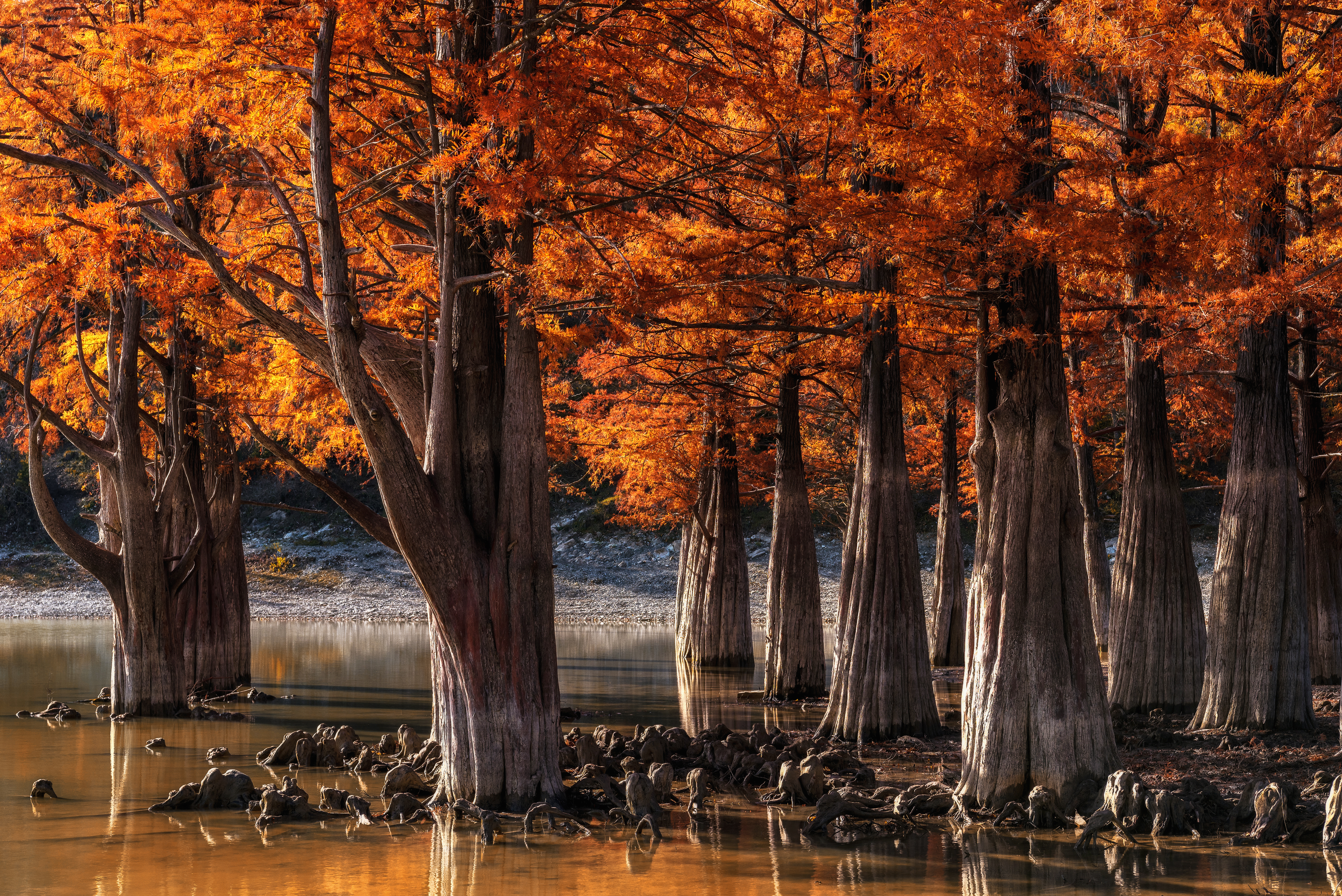
秋季

秋季是一年四季之中的第三季。北半球的秋季一般在公曆9月至11月，南半球則為3月至5月，但在大中華地區的傳統上，秋季開始於立秋，結束於立冬，而天文上的秋则自秋分持续到冬至。

## 概述
秋季是四季中的一季，在夏季与冬季之间的位置。
在中纬度的温带地方，阔叶树的叶子掉落，草开始枯萎，因为是稻谷与果实的成熟时期，秋季也意味著成熟。北半球的秋季在1年的后半，南半球在1年的前半。在这个時期，实施夏令时的国家，夏令时结束，时钟的指针向后倒转一个小时。

### 秋的定义
- 二十四节气中从立秋开始到立冬的前一日结束
- 农历（太阴历）中的七月・八月・九月
- 公历（太阳历）的9月・10月・11月（北半球）；3月・4月・5月（南半球）
- 天文学上是从秋分开始到冬至结束

## 自然与生物
在一年一次收穫的地區秋季是收获的季节，很多植物的果实在秋季成熟。在北半球的溫帶和亚热带地区，每天的日照不變，秋季的氣溫也由夏季的高溫漸漸下降。随着气温的下降，许多落叶多年生植物的叶子会渐渐变色、枯萎、飘落。而一年生的草本植物将会步入它们生命的终结，整个枯萎死去。
許多生物的繁殖季在秋季結束。候鳥通常在秋季遷移到過冬處。

### 行事
- 萬聖夜
- 文化祭
- 赏红叶（紅葉狩り）
- 秋收
- 盂蘭盆節
- 中秋节
- 重阳节
- 尝新
- 更衣

### 天文・自然

#### 节气
- 立秋：太阳位于黄经135度，8月7-9日交节
- 处暑：太阳位于黄经150度，8月22-24日交节
- 白露：太阳位于黄经165度，9月7-9日交节
- 秋分：太阳位于黄经180度，9月22-24日交节
- 寒露：太阳位于黄经195度，10月7-9日交节
- 霜降：太阳位于黄经210度，10月23-24日交节

#### 气象
秋季的气温会逐渐下降，但是一般较冬季缓慢。由于干湿状况的差异，不同地区会出现阴冷多雨，或干燥凉爽的气象状况。在较冷的深秋，由于昼夜温差大，白天蒸腾的水汽会在夜间凝结，或为露，或为霜。

#### 天文
秋季太阳直射点从北半球逐渐南移，秋分之后越过赤道，太阳直射南半球。从北半球看来，太阳的角度渐渐变低，昼夜长短差距变小。在秋分时，昼、夜等长。在秋季，地球与太阳的距离由远渐近。从黄道平面看来，太阳位于狮子座、室女座、天秤座、天蠍座的背景上。

## 文化

### 節日
- 农历七月十五日：中元節（盂蘭盆節）
- 农历八月十五日：中秋節
- 農曆九月九日：重阳节

### 与秋有关的词语
- 立春
- 雨水
- 惊蛰
- 春分
- 清明
- 谷雨
- 立夏
- 小满
- 芒种
- 夏至
- 小暑
- 大暑
- 立秋
- 处暑
- 白露
- 秋分
- 寒露
- 霜降
- 立冬
- 小雪
- 大雪
- 冬至
- 小寒
- 大寒

- 秋高气爽
- 風和日麗
- 秋意漸涼
- 金風玉露
- 西風落葉
- 金風颯颯
- 漫山紅葉
- 林寒澗肅
- 秋高馬肥
- 秋風吹
- 一日三秋
- 一日不見如隔三秋
- 一日千秋
- 一刻千秋
- 千秋晩成
- 春秋之争
- 秋風秋雨愁煞人
- 一叶落知天下秋
- 女心秋空（女人的心思如秋空无常态）
- 秋阳如吊桶，转眼没西天
- 秋風起 三蛇肥
- 秋風掃落葉
- 馬耳秋風[1]
- 秋风萧瑟

### 詩詞
- 唐代詩人杜甫《茅屋為秋風所破歌》
- 唐代詩人王維《山居秋暝》、《九日九月憶山東兄弟》
- 宋代詞人蘇軾《水調歌頭·明月幾時有》

### 關於秋季的颱風
1:秋季的颱風通常都較一年中的颱風強
2:秋季的颱風強度都較大風暴範圍較廣

## 秋天圖片集

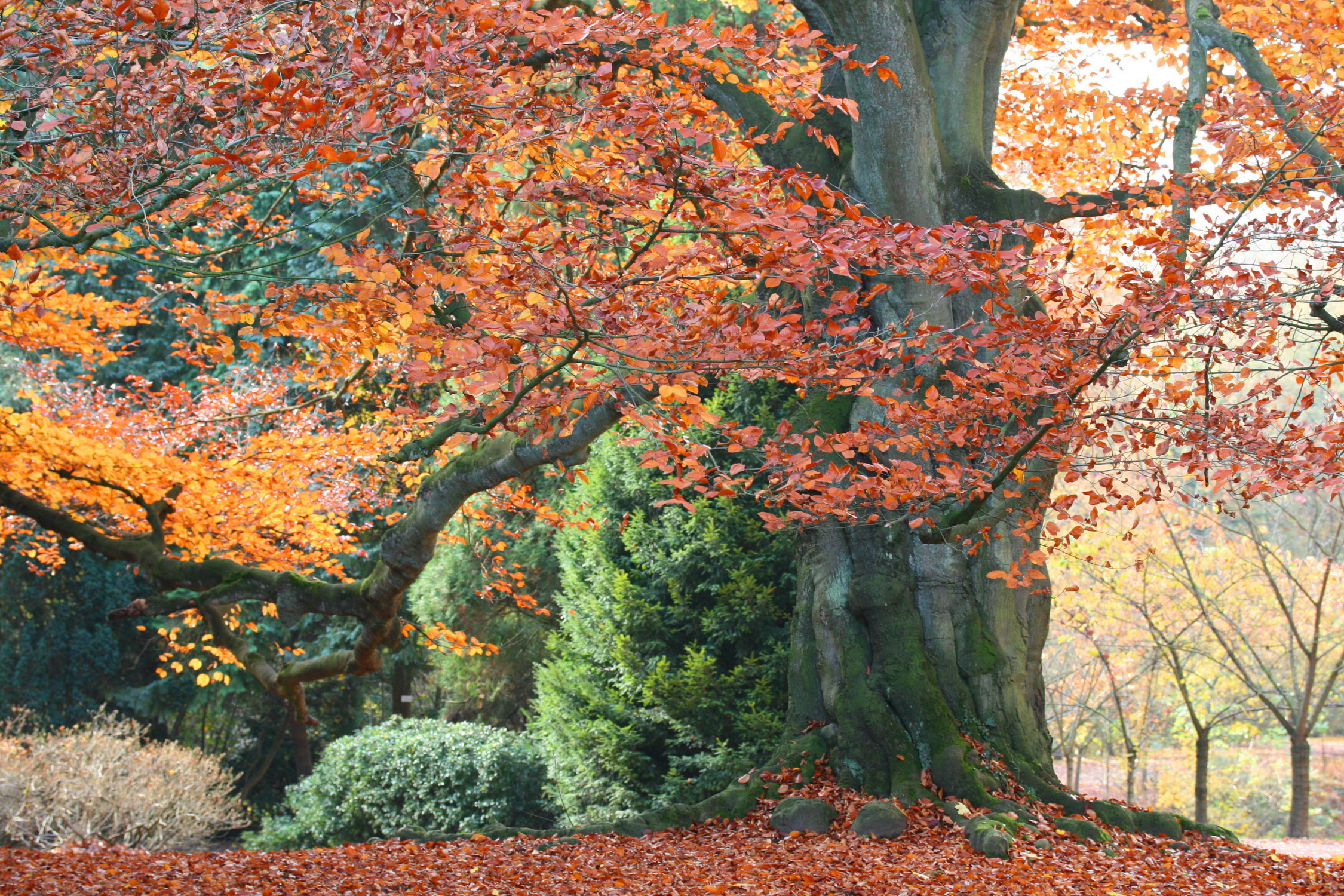
秋季的景色
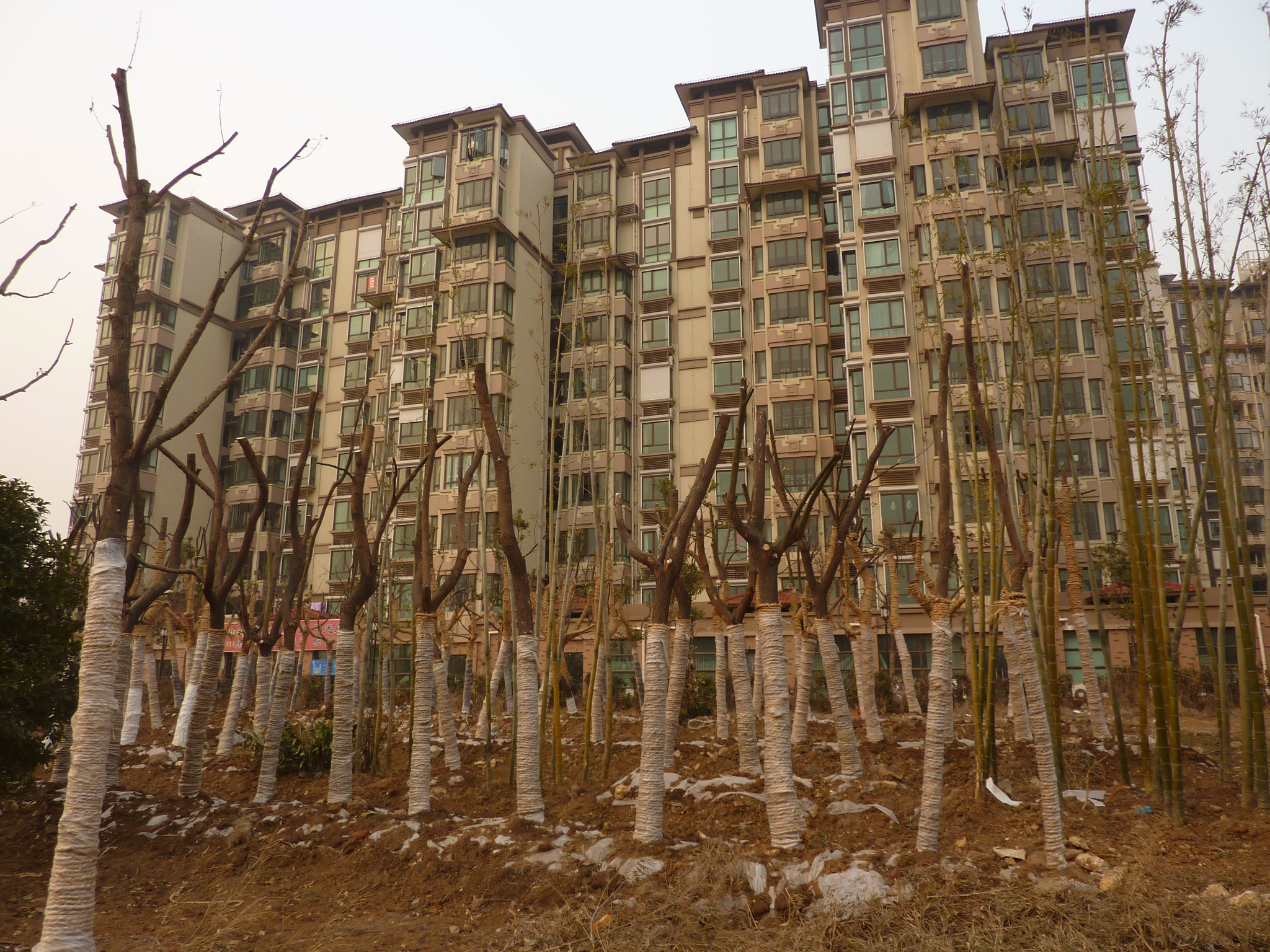
南京的秋季
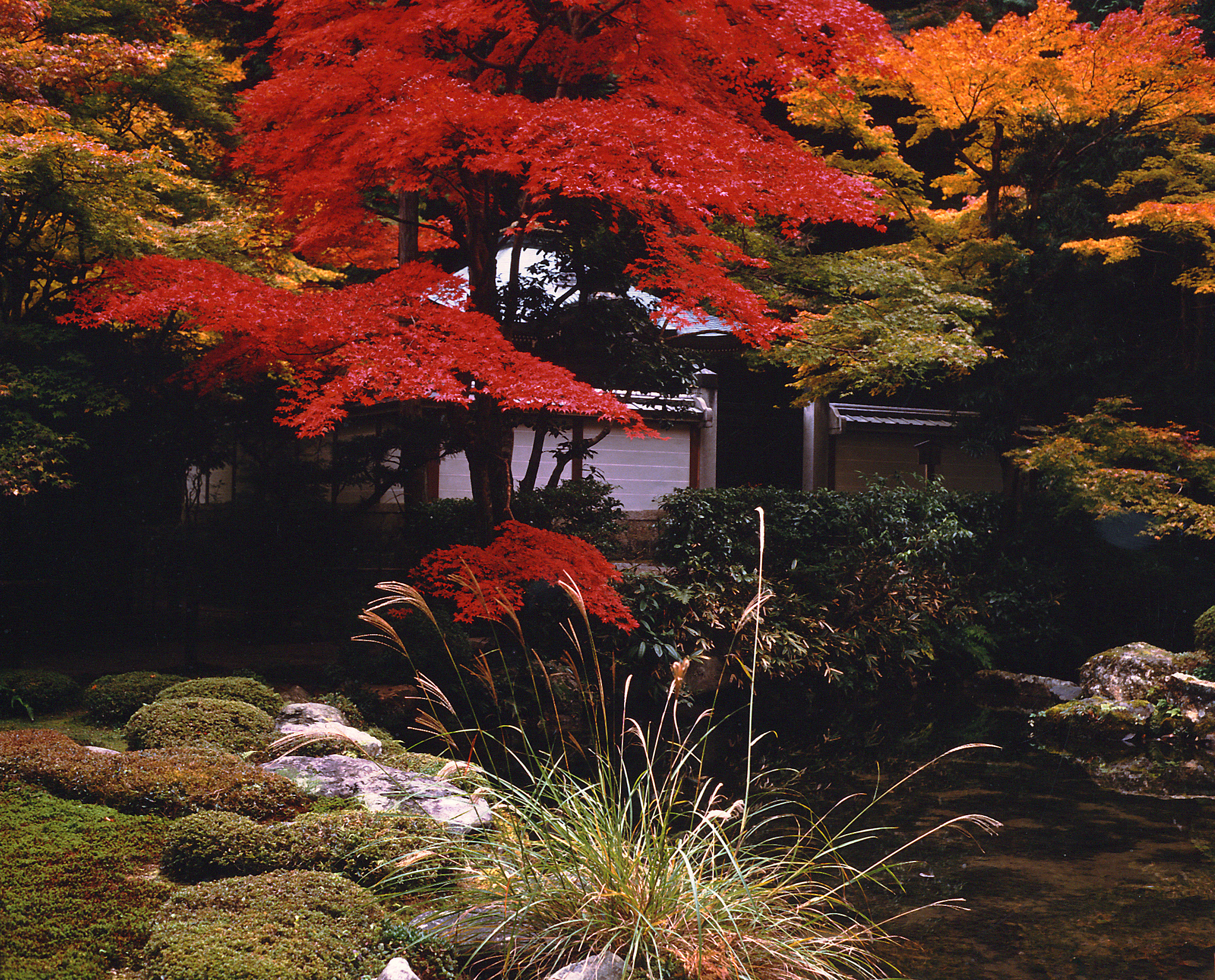
日本南禪寺方丈庭園紅葉
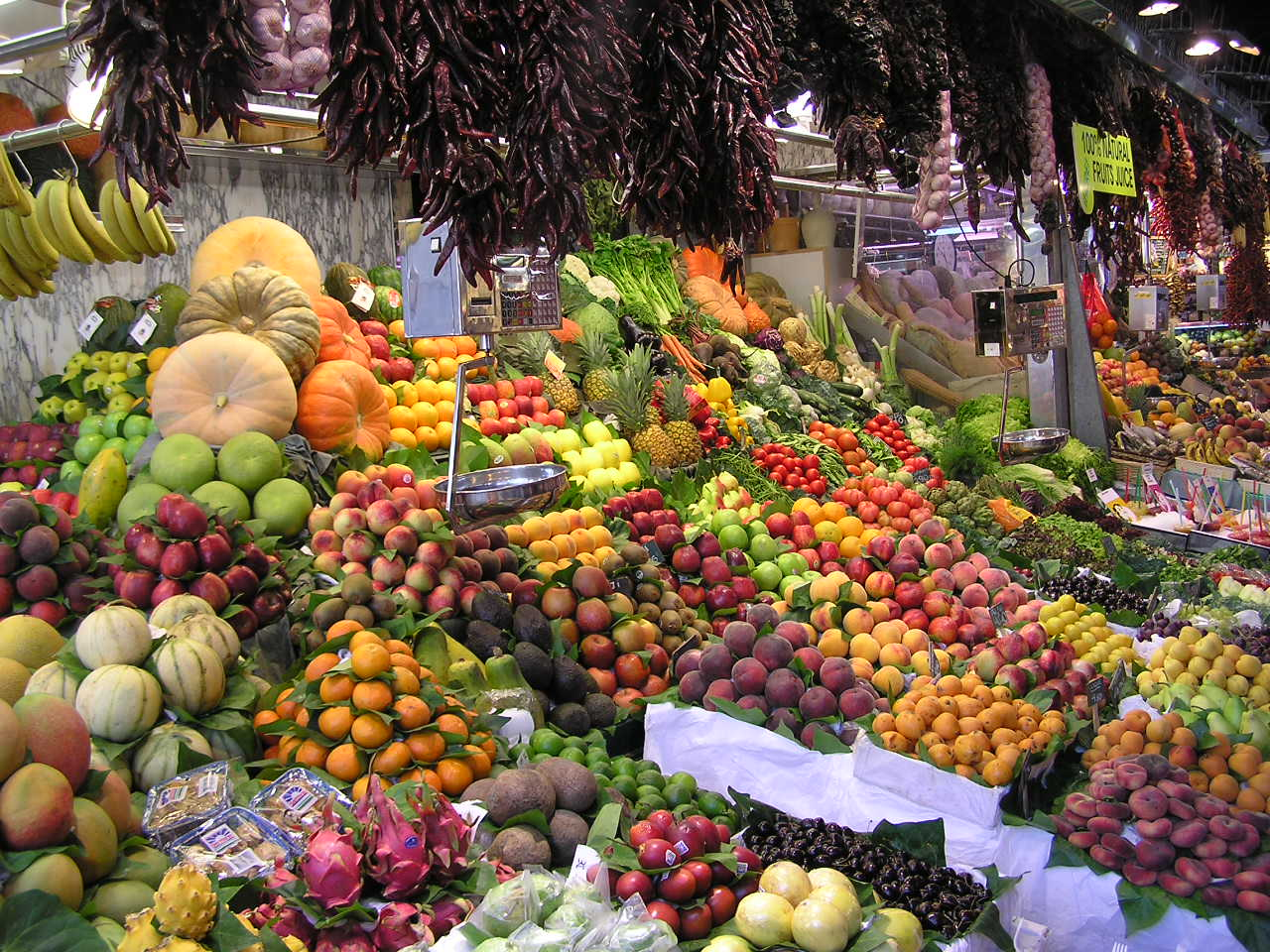
秋季是收获的季节
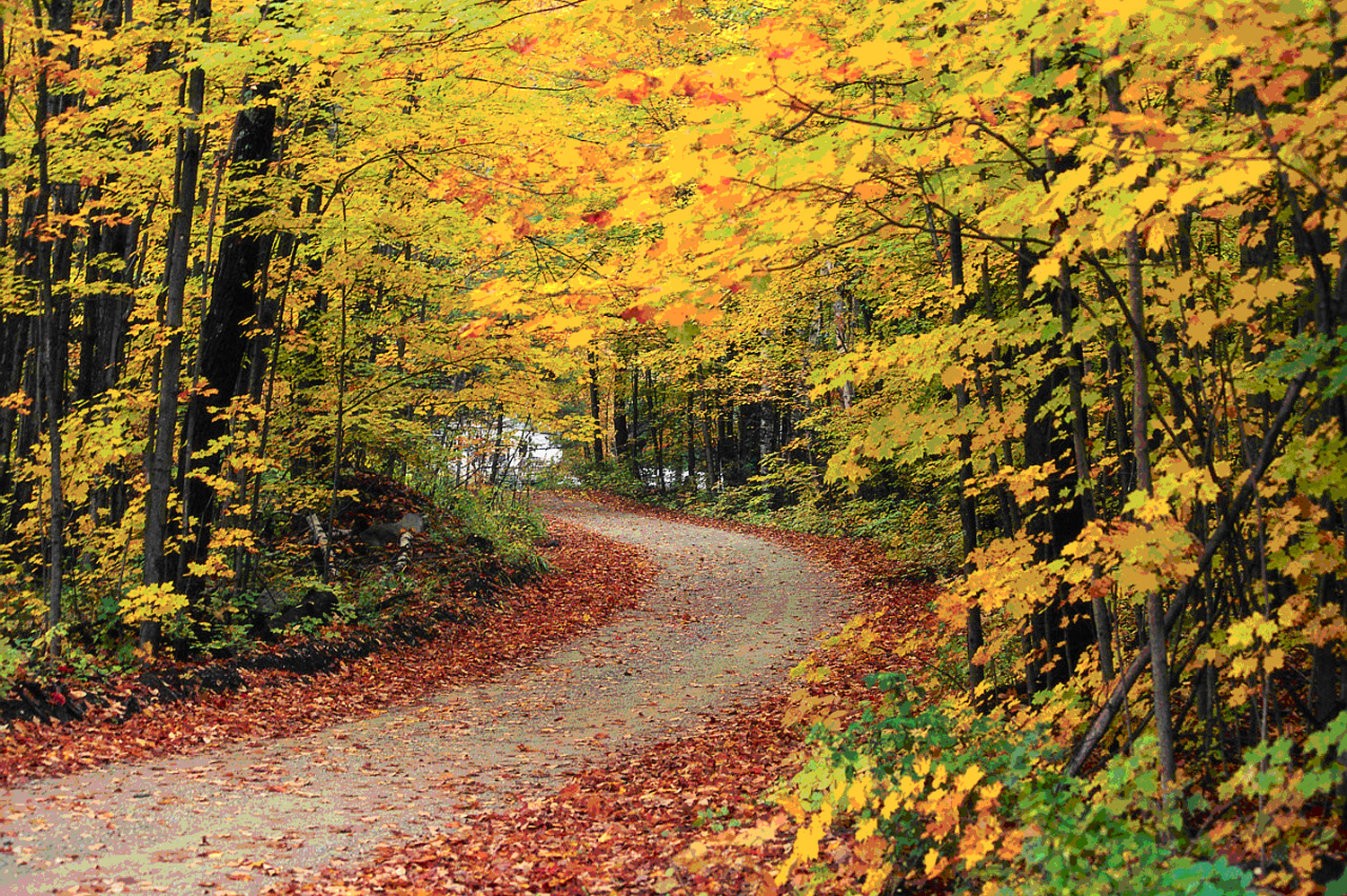
在綠山國家森林紅葉輝煌

## 延伸阅读
[在维基数据编辑]
 《欽定古今圖書集成·曆象彙編·歲功典·秋部》，出自陈梦雷《古今圖書集成》